# Новожилова Зоя Григорівна
Зоя Григорівна Новожилова (28 березня 1943, село Владіміровка, тепер Касторенського району Курської області, Російська Федерація — 27 жовтня 2024) — радянська діячка, секретар ЦК ВЛКСМ, надзвичайний і повноважний посол СРСР. Член ЦК і Бюро ЦК ВЛКСМ у 1972—1981 роках. Депутат Верховної Ради РРФСР 9-го скликання. Член Центральної Ревізійної Комісії КПРС у 1976—1981 роках.

## Життєпис
Народилася в селянській родині Григорія Татаринова. У 1950 році вступила до комсомолу. Закінчила середню школу, працювала старшою піонерською вожатою.
У жовтні 1961 — вересні 1964 року — завідувач шкільного відділу Комінтернівського районного комітету ВЛКСМ міста Воронежа. У вересні 1964 — 1966 року — 2-й секретар Комінтернівського районного комітету ВЛКСМ міста Воронежа.
Член КПРС з 1965 року.
У 1966—1968 роках — завідувач відділу пропаганди і культурно-масової роботи Воронезького міського комітету ВЛКСМ.
У 1967 році закінчила заочно філологічний факультет Воронезького державного університету імені Ленінського комсомолу, вчитель російської мови і літератури.
У 1968—1972 роках — завідувач відділу студентської молоді, секретар Воронезького обласного комітету ВЛКСМ.
У серпні 1972 — лютому 1981 року — секретар ЦК ВЛКСМ.
У лютому 1981 — липні 1987 року — заступник міністра освіти Російської РФСР. Входила до президії Комітету радянських жінок.
7 липня 1987 — 2 березня 1992 року — надзвичайний і повноважний посол СРСР (Російської Федерації) в Швейцарії.
У 1992—1994 роках — начальник міжнародно-правового відділу Верховного Суду Російської Федерації.
З вересня 1994 року по квітень 2002 року — начальник Управління міжнародних зв'язків апарату Ради Федерації Федеральних Зборів Російської Федерації.
З 2002 року — на пенсії в Москві.
Померла 27 жовтня 2024 року.

## Нагороди і звання
- орден Дружби народів
- два ордени «Знак Пошани»
- медаль «У пам'ять 850-річчя Москви»
- медалі
- Почесний знак ВЛКСМ
- Почесна грамота Ради Федерації
- надзвичайний і повноважний посол СРСР
- дійсний державний радник Російської Федерації 1 класу